# 佐藤真知子
佐藤 真知子（さとう まちこ、1993年7月9日 - ）は、日本テレビのアナウンサー。

## 来歴
東京都出身。身長156 cm。一人っ子。
幼稚園入学前まで約3年間をアメリカ・ワシントンで過ごす。
白百合学園小学校、白百合学園中学校・高等学校、東京女子大学現代教養学部国際社会学科卒業。大学時代はテニスサークルに所属。在学中の2013年には準ミス東京女子大学に選出された。
2016年日本テレビ入社。同期入社は梅澤廉、滝菜月。
2021年1月13日、自身が出演しているトーク番組『イントロ』のテーマソング「Starting Point」（配信リリース）で歌手デビュー。同局の女性アナウンサーのソロの歌手デビューは1993年8月に『ウンナン世界征服宣言』内の企画から「今でも…今なら…」でCDデビューを果たした大神いずみ以来27年半ぶり2人目である。

## 人物
趣味はミュージカルとタロット占い。ミュージカルについては、中学・高校時代は英語ミュージカル部に所属し、観るのも演じるのも好んでおり、喜怒哀楽を即興一人ミュージカルで表現できる。また、テレビでも度々披露している。
また、K-POP好きであり独学で韓国語を勉強し、字幕なしで韓国ドラマを見ることが出来る。

## 出演
太字番組名は、出演中

### テレビ番組
- 深層NEWS（BS日テレ） - ニュース・天気担当
  - 水曜担当（2016年7月6日 - 9月28日）
  - 金曜担当（2016年10月7日 - 12月23日）
- ZIP!
  - 水曜フィールドキャスター・マスカレッジ助手（2016年10月5日 - 2017年3月29日）
  - 月曜フィールドキャスター（2017年4月3日 - 2018年9月24日）
  - 畑下由佳の代理（2023年9月14日・10月19日・26日、2024年3月22日・8月1日・2日）
  - 林田美学の代理（2024年2月22日）
  - 杉原凜の代理（2024年9月5日）
  - 北脇太基の代理（2024年10月14日・21日・28日・11月11日・12月9日・16日、2025年1月13日）
  - 北脇太基・住岡佑樹の代理（2024年11月4日）
  - 市來玲奈の代理（2024年4月14日）
- SENSORS（2017年4月30日 - 2018年4月1日、不定期出演） - ナビゲーター
- キユーピー3分クッキング（2017年6月5日 - 2021年5月7日） - アシスタント
- ズームイン!!サタデー
  - ニュースキャスター（2017年10月7日 - 2021年3月27日、2023年4月1日 - 2024年3月30日）
  - ロケ企画担当リポーター（2021年4月3日 - 2022年3月26日）
  - 鷲見玲奈の代理MC（2023年5月27日）[11]
- Oha!4 NEWS LIVE - メインキャスター
  - 後藤晴菜の代理（2018年2月9日・16日・3月23日）
  - 郡司恭子の代理（2018年12月10日・11日、2019年4月15日・16日、2020年6月23日・30日・7月7日）
  - 笹崎里菜の代理（2019年8月14日・15日、2020年3月2日）
  - 月曜担当（2021年3月29日 - 2024年9月16日）
  - 後呂有紗の代理（2021年7月21日・28日）
  - 杉原凜の代理（2022年3月18日）
  - 忽滑谷こころの代理（2023年1月31日）
  - 河出奈都美の代理（2024年2月23日）
  - 石川みなみの代理（2024年7月4日・8月22日）
  - 金曜担当（2024年10月4日 - ）
- 所さんの目がテン!（2018年4月8日 - ） - アシスタント
- クイズ!あなたは小学5年生より賢いの?（2019年10月18日 - 2024年9月27日） - 出題ナレーション
- the SOCIAL（2020年3月31日・10月27日）- 藤田大介の代理
- イントロ（2020年4月6日 - 2023年9月28日） - MC
- スッキリ
  - 水卜麻美の代理（2020年11月9日・16日）
  - 岩田絵里奈の代理（2021年10月21日・22日、2022年9月21日 - 23日）
  - ニュースキャスター（2022年7月19日・11月1日・22日、2023年3月29日）[12]
- ヒルナンデス!
  - 滝菜月の代理（2021年11月24日）
  - 浦野モモの代理（2023年10月27日）
  - 火曜ニュースコーナー担当（2024年4月2日 - ）
  - 伊藤遼（ニュースコーナー）の代理（2024年6月6日）
  - 住岡佑樹（ニュースコーナー）の代理（2025年1月29日）
- NNNストレイトニュース
  - 後藤晴菜の代理（2022年7月19日）
  - 郡司恭子の代理（2022年11月1日・22日、2024年6月6日・13日）
  - 杉上佐智枝の代理（2023年3月29日）
  - 火・土曜担当[13]（2023年4月1日 - 2024年3月30日）
  - 火曜「ストレイトニュース」（11:20 - 11:30）キャスター（2024年4月2日 - 2025年3月25日）
  - 杉野真実（11:30 - 11:45）の代理（2024年9月26日・27日）
  - 市來玲奈（11:20 - 11:30）の代理（2024年11月4日）
  - 住岡佑樹（11:20 - 11:30）の代理（2025年1月29日）
- 情報ライブ ミヤネ屋（読売テレビ制作） - ニュースキャスター
  - 後藤晴菜の代理（2022年7月19日）
  - 郡司恭子の代理（2022年11月1日・22日）
  - 杉上佐智枝の代理（2023年3月29日）
  - 火曜担当（2023年4月4日 - 2024年3月26日）
  - 杉野真実の代理（2024年9月27日）
- バゲット
  - 尾崎里紗の代理（2022年8月17日・18日）
  - 隔週木曜レギュラー（2022年10月13日 - 2023年3月23日）
- DayDay.（2024年5月20日・11月25日）- 黒田みゆの代理
- おやすみのたね。（関東ローカル、2024年6月2日 - ） - 語り
- news every.（2024年8月14日）- 河出奈都美の代理
- 日テレNEWS24（平日昼枠・不定期） - キャスター
- シューイチ
  - 土曜キャスター（2025年4月5日 - ）

## 作品
配信リリース
- 「Starting Point」（2021年1月13日）[14]　作詞・作曲：モリモトナオユキ
- 「おやすみ」（2022年1月12日）[15]
- 「ポラリス」（2022年12月18日）[16][17]
- ミニ・アルバム「イントロ」（2023年7月9日）[18][5]